# Шеван
Шева́н (фр. Chevannes) — коммуна во Франции, находится в регионе Бургундия. Департамент коммуны — Кот-д’Ор. Входит в состав кантона Жевре-Шамбертен. Округ коммуны — Дижон.
Код INSEE коммуны — 21169.

## Население
Население коммуны на 2010 год составляло 133 человека.
| 1962 | 1968 | 1975 | 1982 | 1990 | 1999 | 2010 |
| ---- | ---- | ---- | ---- | ---- | ---- | ---- |
| 101  | 115  | 82   | 95   | 102  | 113  | 133  |

## Экономика
В 2010 году среди 90 человек трудоспособного возраста (15—64 лет) 69 были экономически активными, 21 — неактивными (показатель активности — 76,7 %, в 1999 году было 72,0 %). Из 69 активных жителей работали 61 человек (36 мужчин и 25 женщин), безработных было 8 (3 мужчин и 5 женщин). Среди 21 неактивных 5 человек были учениками или студентами, 12 — пенсионерами, 4 были неактивными по другим причинам.